# 329 (szám)
A 329 (római számmal: CCCXXIX) egy természetes szám, félprím, a 7 és a 47 szorzata.

## A szám a matematikában
A tízes számrendszerbeli 329-es a kettes számrendszerben 101001001, a nyolcas számrendszerben 511, a tizenhatos számrendszerben 149 alakban írható fel.
A 329 páratlan szám, összetett szám, azon belül félprím, kanonikus alakban a 71 · 471 szorzattal, normálalakban a 3,29 · 102 szorzattal írható fel. Négy osztója van a természetes számok halmazán, ezek növekvő sorrendben: 1, 7, 47 és 329.
A 329 négyzete 108 241, köbe 35 611 289, négyzetgyöke 18,13836, köbgyöke 6,90344, reciproka 0,0030395. A 329 egység sugarú kör kerülete 2067,16797 egység, területe 340 049,13042 területegység; a 329 egység sugarú gömb térfogata 149 168 218,5 térfogategység.